# Yoana Palacio
Yoana Palacio Mendoza (6 de Outubro de 1990), mais conhecida como Palacio, é uma jogadora de volei cubana de voleibol. Atua como ponteira e defende a Seleção Cubana de Voleibol Feminino.

## Clubes
| Clube               | País       | Temporadas  |
| Ciudad de La Habana | Cuba       | 2009 - 2011 |
| Rabita Baku         | Azerbaijão | 2014 - 2015 |
| Beşiktaş            | Turquia    | 2015 - 2016 |
| Yunnan              | China      | 2016 - 2017 |
| Vôlei Bauru         | Brasil     | 2018 -      |

- Liga Nacional Cubana de 2010 "Campeã com o Ciudad de La Habana"